# Javier Jiménez Camarero
Javier Jiménez Camarero – noto come Javi Jiménez – (Logroño, 8 giugno 1987) è un calciatore spagnolo, portiere dell'SD Logroñés.

## Carriera

### Club
Jiménez ha cominciato la carriera nelle file dell'Alavés B, per poi passare al Real Valladolid, per cui si è alternato con la squadra riserve, militante in Segunda División. Ha esordito in quest'ultima divisione il 31 agosto 2008, schierato titolare nella sconfitta per 1-0 subita in casa del Real Unión.
Nell'estate 2011, Jiménez è stato ingaggiato dal Real Murcia, sempre in Segunda División. Ha esordito con questa casacca il 6 settembre, in occasione della sfida valida per la Copa del Rey, persa per 0-1 contro il Córdoba. Il 22 aprile 2012 ha giocato la prima partita di campionato, in occasione della sconfitta per 1-0 contro il Barcellona B. Rimasto in squadra per un biennio, ha totalizzato complessivamente 50 presenze e subito 68 reti.
Il 21 giugno 2013, il Levante ha ufficializzato l'ingaggio di Jiménez, che ha firmato un contratto triennale con la nuova squadra. Ha scelto di vestire la maglia numero 13. Il 24 novembre 2013 ha esordito così nella Primera División, subentrando a Jordi Xumetra a causa dell'espulsione del portiere titolare Keylor Navas, nella sconfitta subita per 0-3 contro il Villarreal. Ha giocato 6 partite nel corso di quella stagione, con 13 reti al passivo.
In vista della Segunda División 2014-2015, Jiménez è passato all'Alcorcón con la formula del prestito. Ha esordito con questa maglia il 28 settembre, schierato titolare nel successo interno per 1-0 sul Leganés. In virtù delle sue prestazioni, i propri tifosi lo hanno eletto Jugador Cinco Estrellas per il mese di maggio 2015. Il 9 giugno è stato premiato per aver mantenuto imbattuta la porta dell'Alcorcón per 516 minuti consecutivi. Ha chiuso l'annata con 23 presenze e 22 reti subite.
Il 19 agosto 2015, il portiere ha rescisso il contratto che lo legava al Levante con un anno d'anticipo sulla naturale scadenza. Il 26 agosto successivo, l'Elche ha presentato ufficialmente Jiménez come nuovo calciatore del club. Ha debuttato in squadra il 30 agosto, schierato titolare nella vittoria casalinga per 2-1 contro l'Athletic Bilbao B. Ha difeso i pali della formazione franjiverde in 40 partite, subendo 53 reti.
Il 5 luglio 2016, l'Huesca ha reso noto il tesseramento di Jiménez, che si è legato al nuovo club con un contratto biennale. Pochi giorni dopo la firma, ha subito la rottura del legamento collaterale e del legamento crociato anteriore del ginocchio destro. È rimasto quindi lontano dai campi da gioco per diversi mesi. Il 13 maggio 2017 si è accomodato per la prima volta in panchina in partite ufficiali, in occasione della 38ª giornata della Segunda División: la partita è terminata con un pareggio casalingo per 2-2 contro il Tenerife. Il 26 luglio 2017 ha rescisso l'accordo che lo legava al club.
Libero da vincoli contrattuali, in data 14 settembre 2017 è stato ingaggiato dai norvegesi del Tromsø, firmando un accordo valido fino al termine della stagione. Non ha disputato alcun incontro in squadra, lasciando il club al termine di quella stessa stagione.
L'8 gennaio 2018, ha fatto ritorno in Spagna per giocare nelle file dell'UCAM Murcia.
Il 16 luglio 2020 si è accordato con il Salamanca CF.

## Statistiche

### Presenze e reti nei club
Statistiche aggiornate al 16 luglio 2020.
| Stagione           | Club                | Campionato         | Campionato | Campionato | Coppe nazionali | Coppe nazionali | Coppe nazionali | Coppe continentali | Coppe continentali | Coppe continentali | Supercoppe | Supercoppe | Supercoppe | Totale | Totale |
| Stagione           | Club                | Comp               | Pres       | Reti       | Comp            | Pres            | Reti            | Comp               | Pres               | Reti               | Comp       | Pres       | Reti       | Pres   | Reti   |
| ------------------ | ------------------- | ------------------ | ---------- | ---------- | --------------- | --------------- | --------------- | ------------------ | ------------------ | ------------------ | ---------- | ---------- | ---------- | ------ | ------ |
| 2008-2009          | Real Valladolid B   | SDB                | 25         | -38        | -               | -               | -               | -                  | -                  | -                  | -          | -          | -          | ?      | -?     |
| 2009-2010          | Real Valladolid     | PD                 | 0          | 0          | CR              | 0               | 0               | -                  | -                  | -                  | -          | -          | -          | 0      | 0      |
| 2010-2011          | Real Valladolid     | SD                 | 17+2       | -18+-3     | CR              | 0               | 0               | -                  | -                  | -                  | -          | -          | -          | 19     | -21    |
| 2011-2012          | Real Murcia         | SD                 | 9          | -14        | CR              | 1               | -1              | -                  | -                  | -                  | -          | -          | -          | 10     | -15    |
| 2012-2013          | Real Murcia         | SD                 | 40         | -53        | CR              | 0               | 0               | -                  | -                  | -                  | -          | -          | -          | 40     | -53    |
| Totale Real Murcia | Totale Real Murcia  | Totale Real Murcia | 49         | -67        |                 | 1               | -1              |                    | -                  | -                  |            | -          | -          | 50     | -68    |
| 2013-2014          | Levante             | PD                 | 2          | -4         | CR              | 4               | -9              | -                  | -                  | -                  | -          | -          | -          | 6      | -13    |
| 2014-2015          | Alcorcón            | SD                 | 22         | -21        | CR              | 1               | -1              | -                  | -                  | -                  | -          | -          | -          | 23     | -22    |
| 2015-2016          | Elche               | SD                 | 40         | -40        | CR              | 0               | 0               | -                  | -                  | -                  | -          | -          | -          | 40     | -40    |
| 2016-2017          | Huesca              | SD                 | 0          | 0          | CR              | 0               | 0               | -                  | -                  | -                  | -          | -          | -          | 0      | 0      |
| set.-dic. 2017     | Tromsø              | ES                 | 0          | 0          | CN              | -               | -               | -                  | -                  | -                  | -          | -          | -          | 0      | 0      |
| gen.-giu. 2018     | UCAM Murcia         | SDB                | 15         | -21        | CR              | -               | -               | -                  | -                  | -                  | -          | -          | -          | 15     | -21    |
| 2018-2019          | Atlético Sanluqueño | SDB                | 18         | -18        | CR              | 0               | 0               | -                  | -                  | -                  | -          | -          | -          | 18     | -18    |
| 2019-2020          | Algeciras           | SDB                | 6          | -6         | CR              | 0               | 0               | -                  | -                  | -                  | -          | -          | -          | 18     | -18    |
| 2020-2021          | Salamanca CF        | SDB                | 0          | 0          | CR              | 0               | 0               | -                  | -                  | -                  | -          | -          | -          | 0      | 0      |
| Totale             | Totale              | Totale             | ?          | -?         |                 | ?               | -?              |                    | -                  | -                  |            | -          | -          | ?      | -?     |